# Synalpheus tricuspidatus
Synalpheus tricuspidatus is een garnalensoort uit de familie van de Alpheidae. De wetenschappelijke naam van de soort is voor het eerst geldig gepubliceerd in 1861 door Heller.